# Мицубиши J2M
Мицубиши J2M Райден (на японски 雷電, „мълния“) е японски едномоторен изтребител от Втората световна война. Американското му кодово название е "Джак" (Jack).

## Проектиране
За разлика от останалите японски самолети, основната цел при създаването на J2M е постигането на голяма скороподемност и огнева мощ, които го правят особено ефективен срещу американските бомбардировачи Б-29 и Б-17. Самолетът е конструиран от Джиро Хорикоши, създателя на известния Мицубиши A6M. Основните проблеми на самолета са прекомерно големият двигател, който прави предната част прекалено тежка и прави машината леко неуравновесена при полет. Предното разположение на крилете намалява значително видимостта на пилота. Въпреки тези недостатъци J2M е значително по-добър от останалите японски изтребители, любим на пилотите заради лесното си управление и огнева мощ.

## Разработване и употреба
До края на войната са произведени над 600 самолета от 6-те различни варианта. Първите 8 самолета имат множество проблеми, свързани с двигателя и колесника. След няколко катастрофи на първия модел е представен J2M2, с отстранени недостатъци и някои дребни подобрения. Първите бойни мисии на самолета са през септември 1944 в битката за Филипинско море. След загубата на Япония във войната J2M Райден продължава да се използва до към 1947-49. През 1945 индонезийските народни сили за сигурност използват оцелели японски самолети срещу Холандия във войната за независимост.

## Производство
- J2M1 – 8 произведени.
- J2M2 – 131 произведени.
- J2M3 – 307 произведени.
- J2M4 – 2 произведени.
- J2M5 – 43 произведени.
- J2M6 – 2 произведени.

## Варианти
J2M1
Прототипен модел с 1400 к.с. двигател, две 7,62 мм картечници и две 20 мм оръдия.
J2M2 Модел 11
J2M1 с двигател от 1820 к.с. и същото въоръжение.
J2M3 Модел 21
J2M1 Модел 11 с четири 20 мм оръдия от различен тип.
J2M3а Модел 21А
J2M3 Модел 21 с четири 20 мм оръдия от еднакъв тип.
J2M4 Модел 32
Протитип със стандартния за предишните модели двигател и различни оръжейни конфигурации, вкл. вертикално стрелящо 20 мм оръдие. Няма доказателства че този прототип някога е полетял, поне не и въоръжен.
J2M5 Модел 33
Модел с подобрена скорост, маневреност, безопасност и по-голяма кабина. За сметка на това максималната далечина на полета е намалена почти наполовина в сравнение с по-ранните модели.
J2M5 Модел 33а
J2M5 Модел 33 с четири 20 мм оръдия, синхронизирани и модифицирани за по-далекобойна стрелба. Повече амуниции (до 200 за всяко оръдие).
J2M6 Модел 31
По-голяма кабина и увеличена видимост. Модификация на J2M3. Строи се от 1943 година.
J2M6 Модел 31а
J2M4 с по-голяма кабина и подобрена видимост. Няма построени бройки.
J2M7 Модел 23а
Прототип на J2M3 с по-мощен двигател. Няма построени бройки.
J2M7 Модел 23а
Прототип на J2M3а с по-мощен двигател. Няма построени бройки.

## Характеристики (J2M3)

### Основни характеристики
- Екипаж: един пилот
- Дължина: 9,7 m
- Размах на крилете: 10,8 m
- Височина: 3,81 m
- Площ на крилете: 20 m²
- Тегло (празен): 2574 kg
- Тегло (пълен): 3435 kg
- Двигател: Мицубиши МК4R-A Кайсей 23а, 14 цилиндъра, 1820 hp

### Технически характеристики
- Максимална скорост: 612 km/h
- Максимална дължина на полета без презареждане: 1055 km
- Таван на полета: 12 100 m
- Скороподемност: ок. 1050 m/min
- Натоварване на крилото: 171,3 kg/m²
- Относително общо натоварване: 1,9 kg/hp

### Въоръжение
- Основно въоръжение: 4х20 mm оръдия (по две на всяко крило; до 170 снаряда за всяко)
- Допълнително въоръжение: 2х60 kg бомби или 2х200 литрови външни резервоара

## Подобни самолети
- Фоке-Вулф 190
- Рипъблик П-43